# 溴酸镥
溴酸镥是一种无机化合物，化学式为Lu(BrO3)3，存在无水物和九水合物，九水合物以[Lu(H2O)9](BrO3)3的形式存在。它可由溴酸和氧化镥的反应或溴酸钡和硫酸镥的反应制备。